# Jianggan
Jianggan är ett stadsdistrikt i den kinesiska provinsen Zhejiang, och är ett av Hangzhous åtta stadsdistrikt. Befolkningen uppgick till 565 360 invånare vid folkräkningen år 2000. Distriktet var år 2000 indelat i fyra gatuområden (jiedao), som utgör en del av Hangzhous centralort, samt sex köpingar (zhèn). De största orterna i distriktet, utanför centrala Hangzhou, är (med invånarantal 2000) Pengbu (91 733), Jianqiao (87 555) och Sijiqing (85 971).